# Reliance Industries
Pour les articles homonymes, voir Reliance.
Ne doit pas être confondu avec l'entreprise Reliance Anil Dhirubhai Ambani Group
Reliance Industries Limited (RIL) est une entreprise privée indienne, spécialisée dans l'industrie pétrochimique. Plus gros producteur de polyester au monde, elle est cotée sur le S&P CNX Nifty, CNX 50. C'est une des plus importantes entreprises indiennes par sa capitalisation boursière et la seconde par son chiffre d'affaires, après Indian Oil Corporation. En 2014, elle est classée 114e sur la liste des plus importantes entreprises au monde, la Fortune Global 500.

## Historique
En 1966, Dhirubhai Ambani fonde Reliance Commercial Corporation, un des plus gros conglomérats au monde. Après son décès le 6 juillet 2002, ses deux fils reprennent la direction du groupe, qui est divisé en deux entités. Anil dirige le Reliance Anil Dhirubhai Ambani Group, actif dans les télécommunications, les médias, la santé, l'énergie, la finance, la construction et la distribution, et son frère Mukesh Ambani est à la tête de Reliance Industries, principalement présent dans l'industrie pétrochimique.
Le chiffre d'affaires de l'entreprise est de 73,8 milliards d’euros en 2019.
En août 2020, Reliance Industries annonce l'acquisition de l'activité de grande distribution et de logistique de Future Group pour 3,38 milliards de dollars,.

## Organisation
Les principaux domaines d'activité de l'entreprise sont l'exploration et la production pétrolière, le raffinage et la commercialisation de produits pétroliers, la production de produits dérivés du pétrole (industrie pétrochimique). Elle est également active dans la grande distribution et les télécommunications.
Ses principales filiales sont :
- Reliance Life Sciences : biotechnologies ;
- Reliance Industrial Infrastructure Limited : construction de pipelines ;
- Reliance Retail : grande distribution ;
- Reliance Jio Infocomm : opérateur de télécommunications.

## Raffinage
Reliance Industries opère la plus grande raffinerie de pétrole du monde, la raffinerie de Jamnagar, située dans l’État du Gujarat en Inde.